# 英國鐵路397型電聯車
英國鐵路397型電聯車，為英國奔寧特快使用的動力分散式電聯車，將取代現役的350型電聯車，由西班牙鐵路建設和協助公司（CAF）生產，於2019年11月30日開始營運。

## 細節

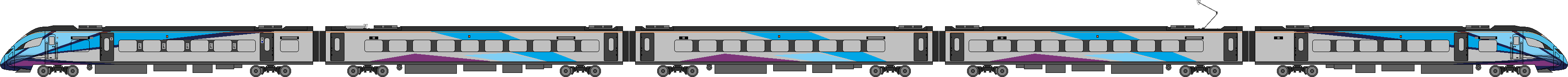
397型'Nova 2'

| 車型  | 用戶     | 生產數量 | 生產年份  | 列車編組 | 車號          |
| ----- | -------- | -------- | --------- | -------- | ------------- |
| 397型 | 奔寧特快 | 12       | 2017-2019 | 5        | 397001–397012 |

## 攝影集

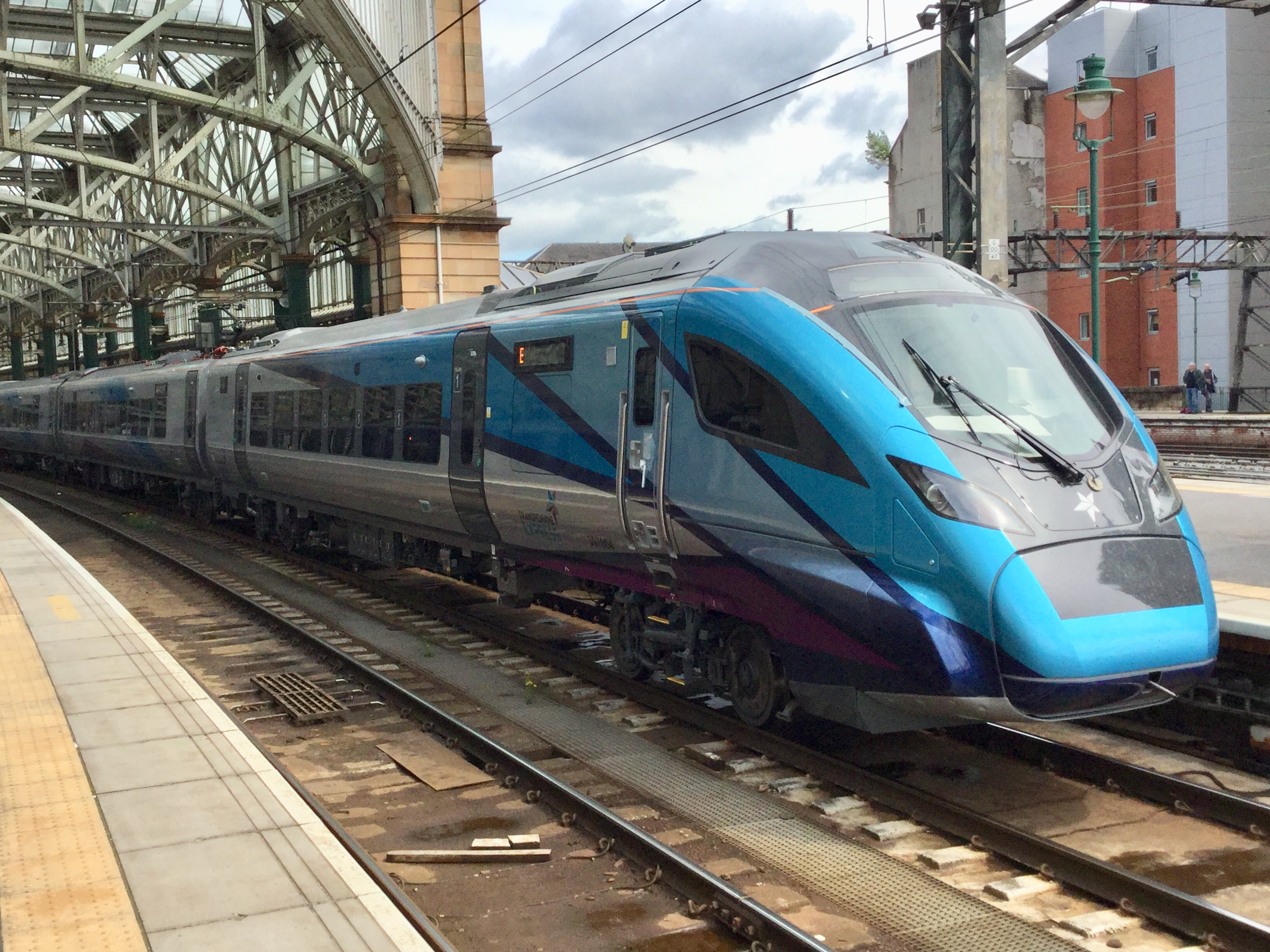
397004編組，攝於2019年
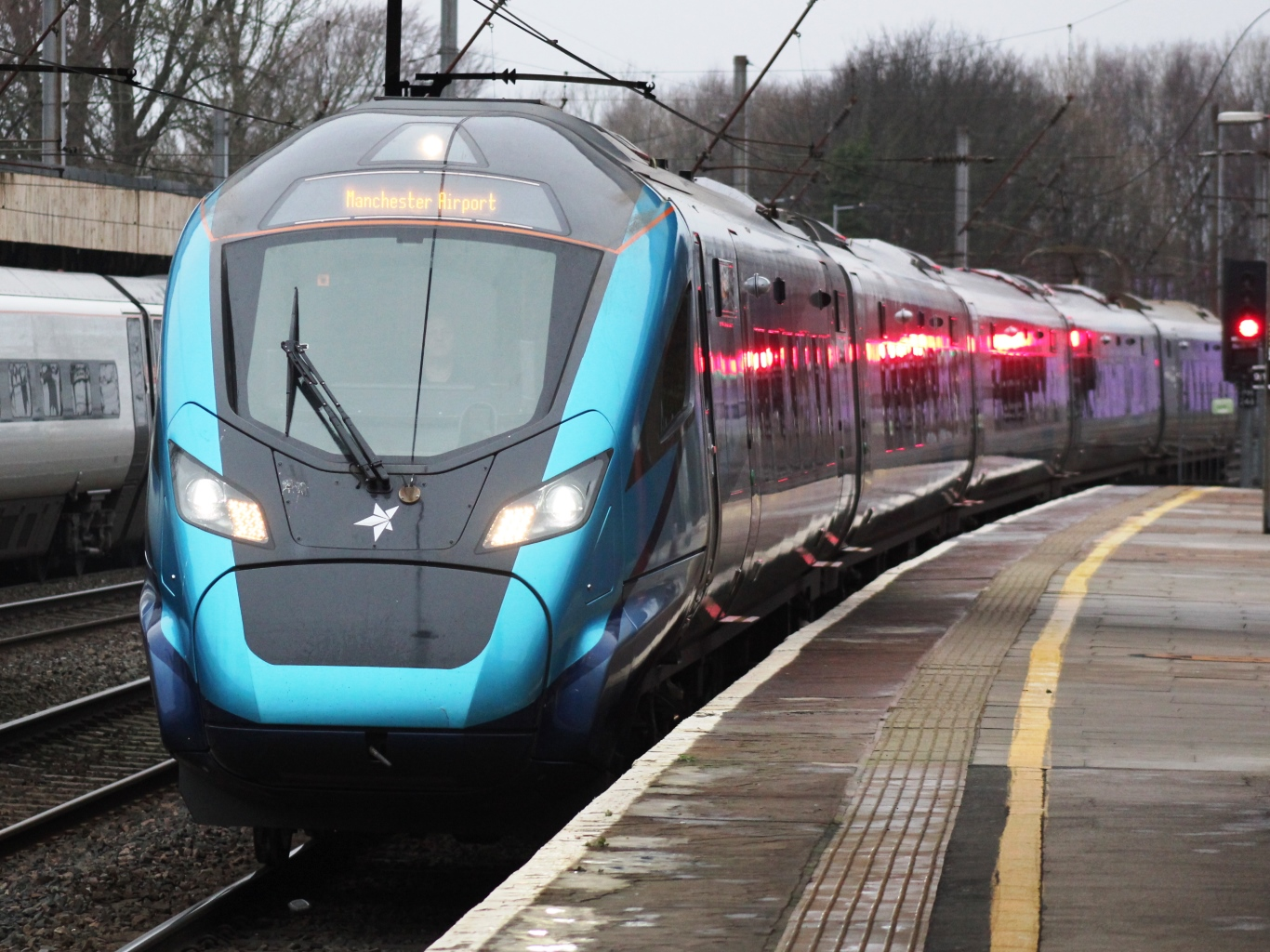
397006編組車頭正面
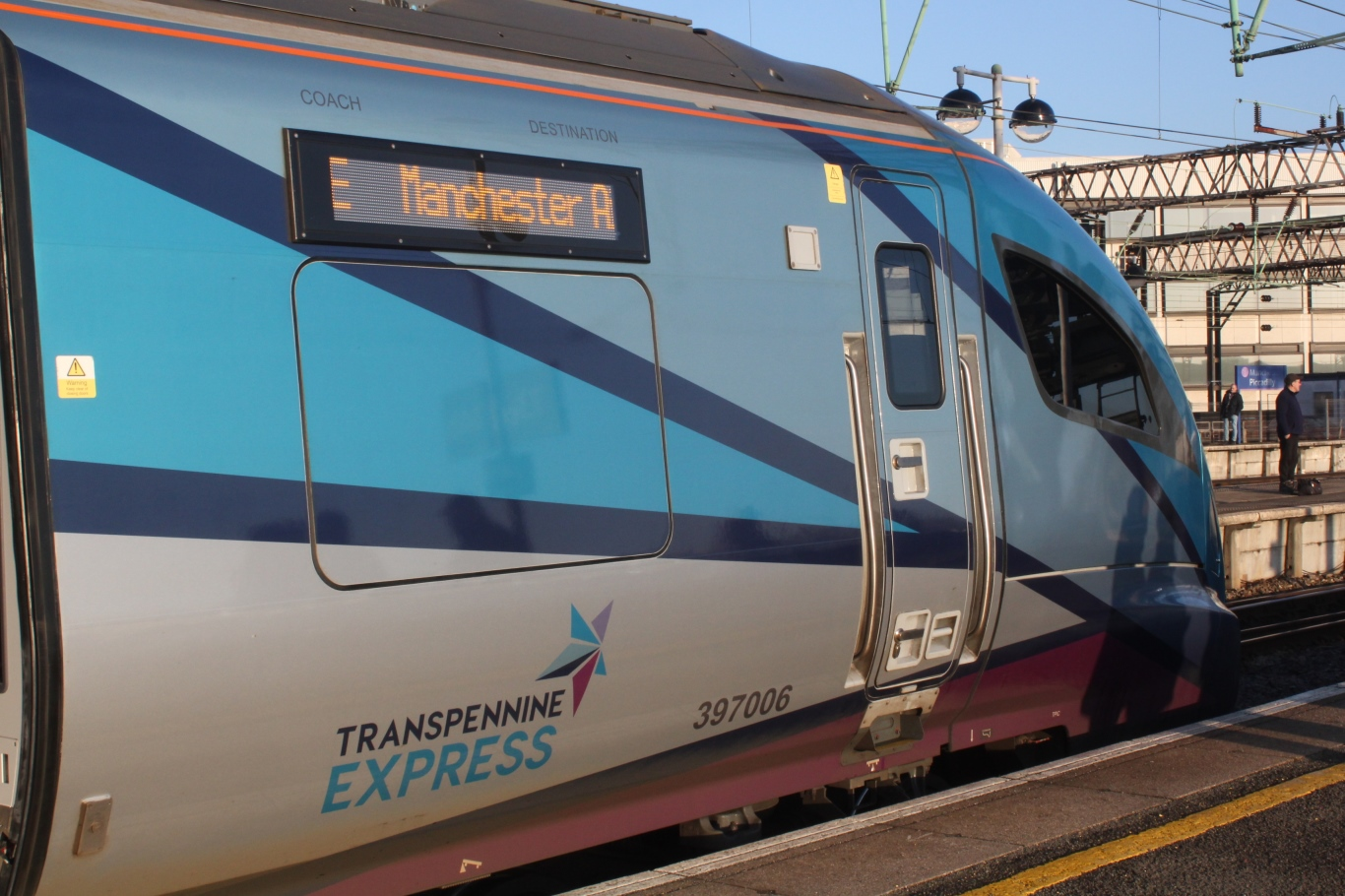
397006編組車頭側面特寫
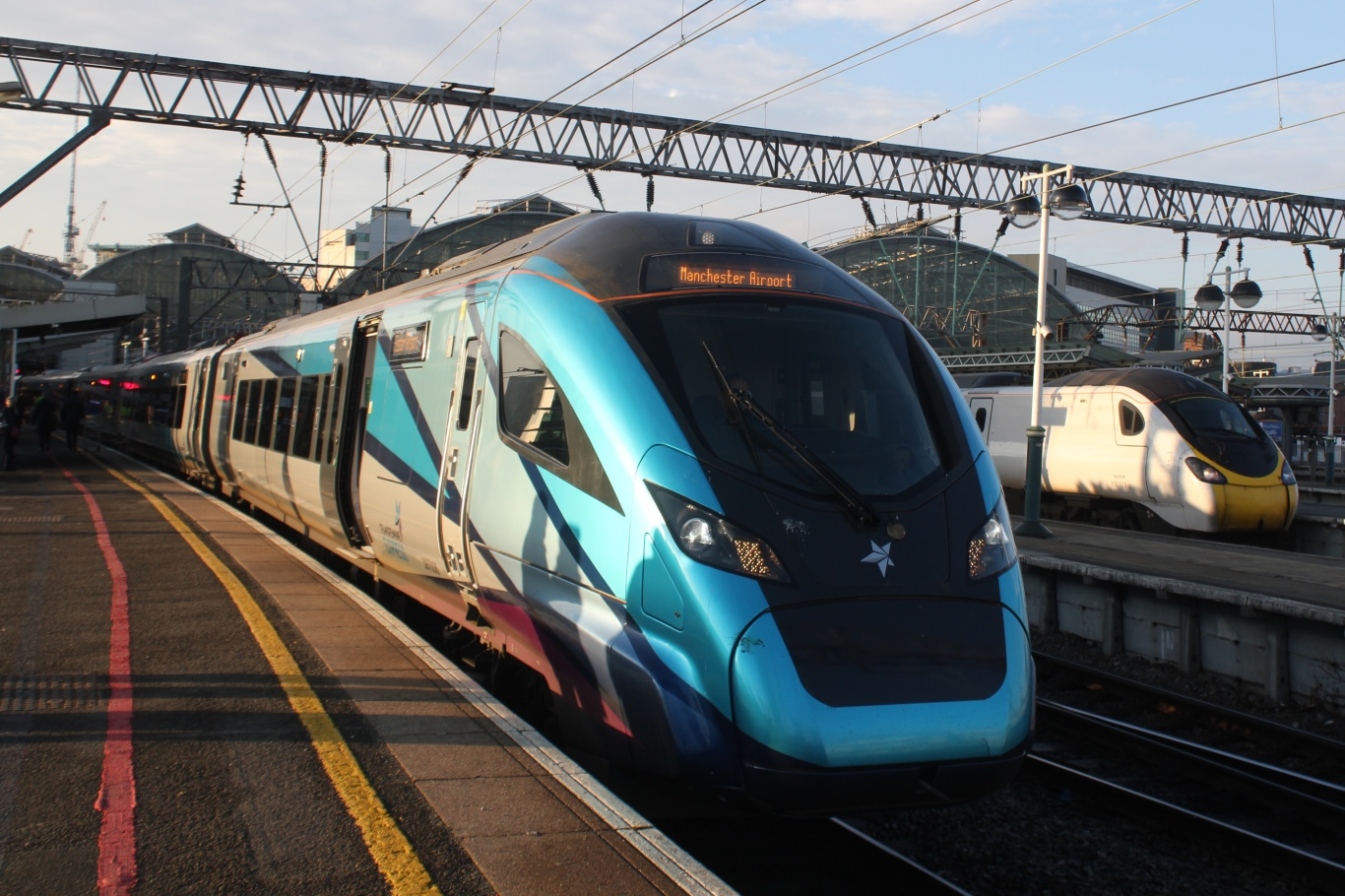
397006編組車頭
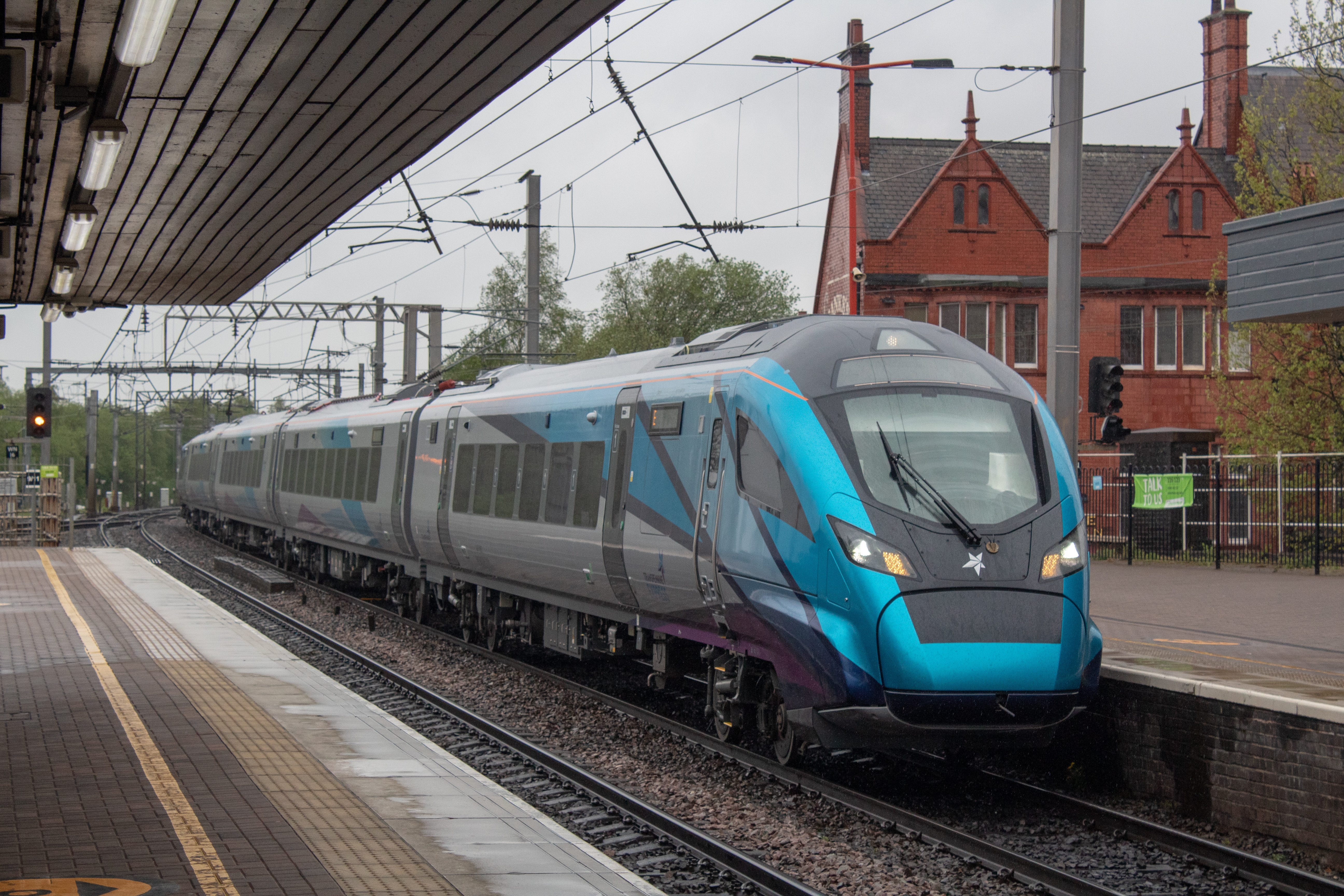
397003編組

## 資料來源
1. ↑  .   [2019-12-29]. （原始内容存档于2019-12-29）.
2. 1 2  . Eversholt Rail.   [15 August 2019]. （原始内容存档于2020-06-22）.